# Henry Huntly Haight
Henry Huntly Haight  (sinh ngày 20/5/1825, mất ngày 2/9/1878), là Thống đốc thứ 10 của California từ ngày 5/12/1867 đến ngày 8/12/1871.

## Tiểu sử
Haight được sinh ra tại Rochester, New York, là con trai của Fletcher Mathews Haight, Ông tốt nghiệp đại học Yale.Ông kết hôn với Anna Bissell (1834-1898) và có một người con trai là Tiến sĩ Louis Montrose Haight (1868-1942).

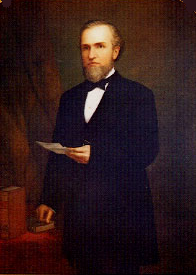
Chân dung của Haight

Haight chưa bao giờ giữ một chức vụ nào trước khi được bầu làm thống đốc của California trên tư cách ứng viên của Đảng Dân chủ. Ông bắt đầu nhiệm kỳ của mình từ năm 1867. Ông là thống đốc đầu tiên sử dụng văn phòng làm việc tại California State Capitol ở Sacramento.Sau khi trở thành thống đốc, ông chuyển đến sống tại Alameda, California. Ông mất năm 1878 và được chôn cất tại  Mountain View Cemetery ở Oakland, California.

## Di sản
Mặc dù chưa bao giờ được công nhận là sự thật. con đường Haight ở San Francisco có thể có hoặc cũng có thể không được đặt theo tên của Haight, mặc dù có một số người khác lại khẳng định rằng con đường được đặt theo tên của người chú Haight, Henry Haight (1820 – 1869), người xây dựng lên con đường này, Ngoài ra, trường tiểu học Henry Haight ở Alameda, California được đặt theo tên của cựu thống đốc này.